# Boks na Igrzyskach Ameryki Środkowej i Karaibów 1946
Boks na Igrzyskach Ameryki Środkowej i Karaibów 1946 – jedna z dyscyplin sportowych rozgrywana na Igrzyskach Ameryki Środkowej i Karaibów 1946 w kolumbijskim mieście Barranquilla. Zawodnicy rywalizowali w ośmiu kategoriach wagowych, a zawody w trwały od 22 do 26 grudnia. Podani zostani tylko potwierdzeni medaliści

## Medaliści
| Kategoria                  | Złoty                           | Srebrny                      | Brązowy                      |
| waga musza (50,8 kg.)      | Raimundo Abreu · Portoryko      | Apolinar Martínez · Meksyk   | Víctor Belisario · Wenezuela |
| waga kogucia (53,5 kg.)    | Juan Venegas · Portoryko        | José Lima · Gwatemala        |                              |
| waga piórkowa (57,2 kg.)   | Roberto Peña · Dominikana       | José Roque · Meksyk          |                              |
| waga lekka (61,2 kg.)      | Eleuterio Cruz · Meksyk         | Rafael Pichardo · Dominikana |                              |
| waga półśrednia (66,7 kg.) | José Manuel Aguiar · Dominikana | Neville McKenzie · Jamajka   |                              |
| waga średnia (72,6 kg.)    | Julio Rodríguez · Wenezuela     | Julio Zamudio · Kolumbia     |                              |
| waga półciężka (79,4 kg.)  | Orlando Reverón · Portoryko     | Clifford · Panama            |                              |
| waga ciężka (+79,4 kg.)    | Evaristo Reyes · Portoryko      | Heriberto Medina · Panama    |                              |